# Qaarsut
Qaarsut (Kʼaersut avant 1973) est un village groenlandais situé dans la municipalité d'Avannaata près d'Uummannaq à l'ouest du Groenland. La population était de 196 habitants en 2010.